# Sin (film 1915)
Sin è un film muto del 1915 scritto e diretto da Herbert Brenon. La sua sceneggiatura si basa su Jewels of the Madonna, scritto dallo stesso regista. Il film, prodotto dalla Fox Film Corporation, aveva come interpreti Theda Bara, William E. Shay, Warner Oland, Louise Rial, Henry Leone.

## Trama
Rosa, una ragazza di campagna, lascia l'Italia e il fidanzato Luigi per seguire il ricco Pietro, un boss americano a capo della Camorra, una società criminale di New York. Luigi, affranto ma deciso a non perderla, la segue in America. Lì, Pietro, per provare il suo amore, dichiara a Rosa che per lei è pronto a rubare perfino i gioielli della Madonna. La donna, colpita da questa promessa, se ne vanta con Luigi che, per non essere da meno del suo rivale, decide di rubare lui i preziosi gioielli. Compiuto il furto, si presenta da Rosa alla quale offre le preziose gemme. Lei, allora, si avvia verso il quartiere generale della Camorra dove sa che troverà Pietro. Lungo la strada, si svolge la processione per la festa della Madonna ma, ben presto, i fedeli scoprono il furto sacrilego. La folla, tumultuando, si lancia in caccia dei colpevoli. Rosa, terrorizzata, riesce a giungere nella sede della Camorra e chiede a Pietro protezione. Lui, inferocito, la butta di nuovo in strada. Sopraffatta dalla colpa, Rosa perde la ragione mentre Luigi, dopo aver restituito i gioielli, si uccide sulla scalinata della chiesa.

## Produzione
Il film fu prodotto dalla Fox Film Corporation con il titolo di lavorazione The Jewels of the Madonna.

## Distribuzione
Il copyright del film, richiesto da William Fox, fu registrato il 3 ottobre 1915 con il numero LP6523.
Distribuito dalla Fox Film Corporation, il film uscì nelle sale cinematografiche statunitensi il 3 ottobre 1915.
Non si conoscono copie ancora esistenti della pellicola che viene considerata presumibilmente perduta.